# Tischtennisweltmeisterschaft 1981
Die 36. Tischtennisweltmeisterschaft fand vom 14. bis 26. April 1981 in Novi Sad (Jugoslawien) statt. Spielort war das Vojvodina-Sportzentrum.

## Übersicht
Die chinesischen Spieler und Spielerinnen revanchierten sich eindrucksvoll für 1979. Alle sieben Titel gingen an China. Auch die ungarische Herrenmannschaft konnte ihren Erfolg nicht wiederholen und unterlag im Finale klar. Das deutsche Herrenteam erreichte mit dem 15. Platz eine seiner schlechtesten Platzierungen, die Damen erreichten einen überraschend guten fünften Platz.
Der hohe Favorit und vielseitigste Spieler Guo Yuehua wurde diesmal seiner Rolle gerecht und gewann im Finale gegen seinen kompromisslos hart schlagenden Landsmann Cai Zhenhua. Stellan Bengtsson – Weltmeister von 1971 – und Dragutin Šurbek – Europameister von 1968 – belegten immerhin den 3. Platz. Šurbek schaffte diese Platzierung auch noch im Herrendoppel und im Mixed.

## Spielsystem der Mannschaftswettbewerbe
Die Mannschaften wurden in drei Leistungskategorien aufgeteilt. In Kategorie 1 gibt es je zwei Achtergruppen, in denen die Teams im Modus Jeder gegen jeden spielen. Die Ersten und Zweiten dieser Gruppen spielen danach um die Plätze 1 bis 4, die Dritten und Vierten um die Plätze 5 bis 8 usw. Analog gibt es in Kategorie 2 zwei Achtergruppen, die restlichen Mannschaften werden in Kategorie 3 auf vier Gruppen verteilt.

## Abschneiden der Deutschen

### Mannschaftswettbewerb Herren
In Gruppe 1-A der Kategorie gelang den deutschen Herren nur ein Sieg gegen Indonesien (5:0). Die restlichen sechs Spiele gingen verloren: China (0:5), Japan (2:5), Frankreich (0:5), England (3:5) und Südkorea (4:5 nach 4:0-Führung). Dies ergab den Gruppenplatz 7. In den Platzierungsspielen ging es daher um die Plätze 13 bis 16. Durch Siege über Australien (5:1) und die UdSSR (5:3) belegte man am Ende Platz 13.
Herrentrainer war Istvan Korpa.

### Mannschaftswettbewerb Damen
Die deutschen Damen traten in Kategorie 1 in Gruppe 1-A an. Sie gewannen gegen Japan (3:2), Hongkong (3:2), Finnland (3:0) und Südkorea (3:2). Niederlagen gab es gegen China (0:3), Ungarn (1:3) und die CSSR (0:3). Damit belegten sie Platz vier und spielten in den Platzierungsspielen um die Ränge 5 bis 8. Hier gewannen sie gegen Schweden mit 3:2 und im Spiel um Platz 5 gegen Rumänien mit 3:0. Damit wurden die Damen Fünfter.
Damentrainer war Klaus Schmittinger.

### Herreneinzel
Peter Stellwag kam durch Siege über Jorgen Gierloff (Norwegen) und Pal Guttormsen (Norwegen) in die Runde der besten 32, wo er gegen den Chinesen Lu Yaohua verlor. Genauso weit kam Wilfried Lieck, indem er Christian Martin (Frankreich) und Alan Griffiths (Wales) ausschaltete. Danach scheiterte er an dem Schweden Mikael Appelgren. Ralf Wosik schied in der ersten Runde gegen Hong Sun Chol (Nordkorea). Jürgen Rebel musste zunächst in der Qualifikationsrunde antreten. Hier setzte er sich gegen Francis Sule (Nigeria), Jaap van Spanje (Niederlande) und Joseph Bogdan (Israel) durch. In der Hauptrunde scheiterte er an Zoran Kalinić (Jugoslawien). Hans-Joachim Nolten schied bereits in der Qualifikationsrunde aus. Den Siegen über Ricardo Inokuchi (Brasilien) und Mark Kilby (Guernsey) folgte eine Niederlage gegen Douggie Johnson (England).

### Dameneinzel
Alle vier deutschen Damen konnten sofort in der Hauptrunde starten. Lediglich Monika Stork schied bereits in der zweiten Runde aus. Ihrem Sieg über Leow Hock Moi (Singapur) folgte eine 1:3-Niederlage gegen die Ungarin Zsuzsa Oláh. Ursula Kamizuru (Hirschmüller) schaltete Jolanta Szatko (Polen) und Hae-Ja Kim (Argentinien) aus. Danach war gegen die Chinesin Geng Lijuan Endstation. Auch Kirsten Krüger schied gegen eine Chinesin, nämlich Cao Yanhua, aus. Zuvor hatte sie Jolanta Daniliavichute (UdSSR) und Carine Risch (Luxemburg) besiegt. Anke Olschewski setzte sich gegen Yoshiko Shimauchi (Japan) und Iris Garmi (Israel) durch, nicht aber gegen Bettine Vriesekoop (Niederlande).
Olga Nemes trat noch für Rumänien an. Sie verlor in der Runde der letzten 64 gegen die damalige Europameisterin Walentina Popowa.

### Herrendoppel
Stellwag/Rebel mussten zunächst in der Qualifikationsrunde antreten. Diese überstanden sie durch Siege über Martti Autio/Mika Pyykko (Finnland), Han Gootzen/Jaap van Spanje (Niederlande) und Atanda Musa/Titus Omotara (Nigeria). In der Hauptrunde gewannen sie gegen Ivan Stoyanov/Stefan Stefanov (Bulgarien) und Wosik/Nolten (Deutschland). Es folgte eine Niederlage gegen die späteren Weltmeister Chinesen Li Zhenshi/Cai Zhenhua. Wosik/Nolten besiegten vor ihrem Ausscheiden gegen Stellwag/Rebel Kim Siang Png/Chin Boon Yap aus Singapur. Das deutsch-jugoslawische Doppel Lieck/Kalinić musste sich auch erst in der Qualifikationsrunde bewähren. Dies geschah durch Siege über Taher Mohamed El-Mahjub/Adel Zahia (Libyen) (kampflos), Jose Luis Vivanco/Kurt Wicker (Mexiko) und Mike Bush/Masahiro Maehara (USA/Japan). In der Hauptrunde gewannen sie gegen Seiji Ono/Hiroyuki Abe (Japan) und verloren danach gegen die Engländer Desmond Douglas/Paul Day.

### Damendoppel
Als einziges reines deutsches Doppel traten Kamizuru/Krüger an. Sie erreichten die dritte Runde gegen Daniela Guergelcheva/Gulver Sherifova (Bulgarien) und Annie Larsen/Charlotte Polk (Dänemark). Hier unterlagen sie den Japanerinnen Kayoko Kawahigashi/Rie Wada. Das deutsch-ungarische Doppel Stork/Kisházi gewann gegen Kim Bok-yong/Lih Jong (Nordkorea) und verlor gegen die Chinesinnen Zhang Deying/Cao Yanhua. Olschewski/Sonja Grefberg (GER/Finnland) scheiterten bereits in der Qualifikationsrunde, als sie nach dem Sieg über Elisabeth Deistler/Brigitte Gropper (Österreich) den Schwedinnen Annelie Hernvall/Eva Stromvall beugen mussten.
Olga Nemes/Éva Ferenczi erreichten durch einen Sieg über Gordana Perkučin/Branka Batinić (Jugoslawien) das Achtelfinale, wo sie gegen Lee Soo-ja/Kim Kyung-ja (Südkorea) verloren.

### Mixed
Alle vier deutschen Mixedpaare schieden in der ersten Hauptrunde aus. Nur Wosik/Kamizuru mussten nicht in der Qualifikationsrunde antreten. Sie verloren gegen Desmond Douglas/Linda Jarvis (England). Nolten/Krüger setzten sich in der Qualifikationsrunde gegen Kit Meng Chan/Cho Fan Lo (Macao), Kim Chang-am/Kim Bok-yong (Nordkorea) und Michael Daugard/Annie Larsen (Dänemark) durch, nicht aber in der Hauptrunde gegen Ulf Thorsell/Marie Lindblad (Schweden). Lieck/Stork kamen gegen Han Gootzen/Birgitte Kooter (Niederlande) und Valeri Shevtchenko/Narine Antonyan (UdSSR) in die Hauptrunde, wo Ro Yoon-kwan/Hwang Nam-sook (Südkorea) zu stark waren. Rebel/Olschewski schalteten Rosario Troilo/Rosaria Mauriello (Italien), Yves Maas/Malou Toussaint (Luxemburg) und Zsolt Kriston/Edit Urbán (Ungarn) aus, ehe sie in der Hauptrunde gegen Pak Jong-nam/Kim Gyong-sun (Nordkorea) ausschieden.

### Deutsche Schiedsrichter
Der DTTB-Schiedsrichter-Ausschuss nominierte die Schiedsrichter Willi Dietrich (Wetzlar), Walter Egelhof (Weiterstadt) und Hans Hausner (Gießen).

## ITTF Kongress
Auf den Tagungen des Weltverbandes ITTF am 18. und 24. April waren 79 Mitgliedsverbände vertreten. Es wurden unter anderem folgende Beschlüsse gefasst:
- Der aus Rumänien nach Deutschland emigrierte Georg Böhm darf bei der Europameisterschaft 1982 nicht starten.
- Die Austragung der WM 1985 wird an Göteborg vergeben.
- Dem Antrag, für den Tischtennisschläger auf beiden Seiten unterschiedliche Farben der Beläge vorzuschreiben, stimmte die Mehrheit zu (84 pro, 66 contra, 8 Enthaltungen). Da jedoch eine Dreiviertelmehrheit erforderlich war, wurde die Regeländerung abgelehnt. Insbesondere China wehrte sich gegen verschiedenfarbige Beläge.

## Wissenswertes
- Im Damenturnier belegte die hohe Favoritin Cao Yanhua nur den 2. Platz. Insider gehen davon aus, dass ihre Niederlage im Endspiel gegen Tong Ling per Stallregie von der chinesischen Leitung angeordnet war.[1]
- Der Koreaner Soo Ja Lee erhält vom SCI den Richard Bergmann Fair Play Preis.
- Die Chinesin Tong Ling erhält vom SCI den Victor Barna Preis.

## Philatelie
Am 14. April 1981 wurde eine Sondermarke herausgegeben (Michel-Katalog Nr. 1882). Bereits am 20. Dezember 1980 wurde eine Zwangszuschlagsmarke (Michel-Katalog Nr. ZZ 73) zur Ausgabe gebracht. Dazu kamen zwei Ersttagssonderstempel, ein Sonderstempel (während der Dauer der WM) sowie ein Sonderstempel „Grüße aus der Stadt von Vilmosa Harangozo“. Weitere Sonderstempel gab es anlässlich der Eröffnung (14. April), des ITTF-Kongresses (18. April), des Endspieles der Mannschaften (20. April) und der Endspiele im Einzel (26. April). Daneben gab es zwei Postkarten und sechs Ansichtskarten mit Tischtennismotiven.
China feierte seine Erfolge mit einem Satz von 7 Briefmarken am 30. Juni 1981 (Michel-Katalog Nr. 1703–1709) sowie mit zwei Ersttagsbriefen mit Sonderstempel. In Peking wurde am 30. Juni 1981 ein roter Sonderstempel verwendet.

## Ergebnisse
| Wettbewerb        | Rang | Sieger                                                                                      |
| ----------------- | ---- | ------------------------------------------------------------------------------------------- |
| Mannschaft Herren | 1.   | China (Wang Huiyuan, Guo Yuehua, Cai Zhenhua, Shi Zhihao, Xie Saike)                        |
| Mannschaft Herren | 2.   | Ungarn (Gábor Gergely, Zsolt Kriston, Tibor Kreisz, Tibor Klampár, István Jónyer)           |
| Mannschaft Herren | 3.   | Japan (Hiroyuki Abe, Seiji Ono, Masahiro Maehara, Hideo Gotoh, Norio Takashima)             |
| Mannschaft Herren | 15.  | Deutschland (Wilfried Lieck, Hans-Joachim Nolten, Jürgen Rebel, Peter Stellwag, Ralf Wosik) |
| Mannschaft Herren | 23.  | Österreich (Erich Amplatz, Peter Gockner, Thomas Karner, Franz Klaus, Dietmar Palmi)        |
| Mannschaft Herren | 31.  | Schweiz (Jurek Barcikowski, Thomas Busin, Martin Hafen, Thierry Miller)                     |
| Mannschaft Damen  | 1.   | China (Zhang Deying, Cao Yanhua, Qi Baoxiang, Tong Ling)                                    |
| Mannschaft Damen  | 2.   | Südkorea (Lee Soo-ja, An Hae-sook, Hwang Nam-sook, Kim Kyung-ja)                            |
| Mannschaft Damen  | 3.   | Nordkorea (Ri Song-suk, Pak Yung-sun, Kim Gyong-sun, Kim Bok-yong)                          |
| Mannschaft Damen  | 5.   | Deutschland (Ursula Kamizuru, Kirsten Krüger, Anke Olschewski, Monika Stork)                |
| Mannschaft Damen  | 18.  | Österreich (Elisabeth Deistler, Dolores Fetter, Brigitte Gropper, Barbara Wiltsche)         |
| Mannschaft Damen  | 37.  | Schweiz (Franziska Weibel-De Thum, Beatrice Witte, Renate Wyder)                            |
| Herren Einzel     | 1.   | Guo Yuehua – CHN                                                                            |
| Herren Einzel     | 2.   | Cai Zhenhua – CHN                                                                           |
| Herren Einzel     | 3.   | Stellan Bengtsson – SWE                                                                     |
| Herren Einzel     | 3.   | Dragutin Šurbek – YUG                                                                       |
| Damen Einzel      | 1.   | Tong Ling – CHN                                                                             |
| Damen Einzel      | 2.   | Cao Yanhua – CHN                                                                            |
| Damen Einzel      | 3.   | Zhang Deying – CHN                                                                          |
| Damen Einzel      | 3.   | Lee Soo-ja – KOR                                                                            |
| Herren Doppel     | 1.   | Cai Zhenhua/Li Zhenshi – CHN                                                                |
| Herren Doppel     | 2.   | Xie Saike/Guo Yuehua – CHN                                                                  |
| Herren Doppel     | 3.   | Jacques Secrétin/Patrick Birocheau – FRA                                                    |
| Herren Doppel     | 3.   | Antun Stipančić/Dragutin Šurbek – YUG                                                       |
| Damen Doppel      | 1.   | Cao Yanhua/Zhang Deying – CHN                                                               |
| Damen Doppel      | 2.   | Pu Qijuan/Tong Ling – CHN                                                                   |
| Damen Doppel      | 3.   | An Hae-sook/Hwang Nam-sook – KOR                                                            |
| Damen Doppel      | 3.   | Huang Junqun/Yan Guili – CHN                                                                |
| Mixed             | 1.   | Xie Saike/Huang Junqun – CHN                                                                |
| Mixed             | 2.   | Chen Xinhua/Tong Ling – CHN                                                                 |
| Mixed             | 3.   | Dragutin Šurbek/Branka Batinić – YUG                                                        |
| Mixed             | 3.   | Huang Liang/Pu Qijuan – CHN                                                                 |

## Medaillenspiegel
| Rang  | Land                | Gold | Silber | Bronze | Gesamt |
| ----- | ------------------- | ---- | ------ | ------ | ------ |
| 1     | Volksrepublik China | 7    | 5      | 3      | 15     |
| 2     | Südkorea            | 0    | 1      | 2      | 3      |
| 3     | Ungarn              | 0    | 1      | 0      | 1      |
| 4     | Jugoslawien         | 0    | 0      | 3      | 3      |
| 5     | Japan               | 0    | 0      | 1      | 1      |
| 5     | Nordkorea           | 0    | 0      | 1      | 1      |
| 5     | Schweden            | 0    | 0      | 1      | 1      |
| 5     | Frankreich          | 0    | 0      | 1      | 1      |
| Total | Total               | 7    | 7      | 12     | 26     |